# Губернатор Ханты-Мансийского автономного округа — Югры
Губернатор Ханты-Мансийского автономного округа — Югры — высшее должностное лицо Ханты-Мансийского автономного округа — Югры. Губернатор возглавляет систему органов исполнительной власти автономного округа.

## Полномочия губернатора
1. представляет Ханты-Мансийский автономный округ — Югру в отношениях с федеральными органами государственной власти, органами государственной власти субъектов Российской Федерации, органами местного самоуправления и при осуществлении внешнеэкономических связей, при этом вправе подписывать договоры и соглашения от имени Ханты-Мансийского автономного округа — Югры;
2. обнародует законы, удостоверяя их обнародование путём подписания, либо отклоняет законы, принятые Думой Ханты-Мансийского автономного округа — Югры;
3. формирует Правительство Ханты-Мансийского автономного округа — Югры и принимает решение об отставке Правительства автономного округа в соответствии с законодательством автономного округа;
4. распределяет обязанности между Председателем Правительства автономного округа и первыми заместителями, заместителями Председателя Правительства автономного округа в случае, если Губернатор автономного округа осуществляет полномочия Председателя Правительства автономного округа;
5. вправе требовать созыва внеочередного заседания Думы автономного округа, а также созывать вновь избранную Думу автономного округа на первое заседание ранее срока, установленного для этого настоящим Уставом;
6. вправе участвовать в работе Думы автономного округа с правом совещательного голоса;
7. назначает представителя от высшего исполнительного органа государственной власти Ханты-Мансийского автономного округа — Югры — Правительства автономного округа в Совет Федерации Федерального Собрания Российской Федерации в соответствии с федеральным законом;
8. определяет основные направления внутренней политики и развития международных и внешнеэкономических связей Ханты-Мансийского автономного округа — Югры;
9. вправе направлять своего постоянного представителя для участия в работе Думы автономного округа с правом совещательного голоса;
10. ежегодно представляет Думе автономного округа проект бюджета Ханты-Мансийского автономного округа — Югры, а также доклады о социально-экономическом и политическом положении автономного округа;
11. представляет Думе автономного округа проект программы социально-экономического развития автономного округа и отчеты о её исполнении;
12. имеет право председательствовать на заседаниях Правительства автономного округа;
13. вправе осуществлять полномочия Председателя Правительства автономного округа;
14. по согласованию с Думой автономного округа назначает Вице-губернатора Ханты-Мансийского автономного округа — Югры, Председателя Правительства Ханты-Мансийского автономного округа — Югры и заместителей Председателя Правительства автономного округа, ведающих вопросами финансов, экономики;
15. принимает отставку Вице-губернатора автономного округа, Председателя Правительства автономного округа, заместителей Председателя Правительства автономного округа и иных членов Правительства автономного округа;
16. определяет структуру исполнительных органов государственной власти автономного округа в соответствии с настоящим Уставом и законом автономного округа о системе исполнительных органов государственной власти автономного округа;
17. определяет исполнительные органы государственной власти автономного округа, уполномоченные на осуществление регионального государственного контроля (надзора), устанавливает их организационную структуру, полномочия, функции и порядок их деятельности;
18. обеспечивает координацию деятельности органов исполнительной власти автономного округа с иными органами государственной власти автономного округа и в соответствии с законодательством Российской Федерации может организовывать взаимодействие органов исполнительной власти автономного округа с федеральными органами исполнительной власти и их территориальными органами, органами местного самоуправления и общественными объединениями;
19. представляет для согласования в Думу автономного округа кандидатуру, предложенную на пост прокурора Ханты-Мансийского автономного округа — Югры, а также для назначения кандидатов в состав квалификационной коллегии судей Ханты-Мансийского автономного округа — Югры в качестве представителей общественности;
20. представляет в Думу автономного округа кандидатуры для назначения на должность Уполномоченного по правам человека в Ханты-Мансийском автономном округе — Югре и вносит предложения об освобождении его от должности в случаях, предусмотренных законодательством;
21. распоряжается средствами резервных фондов автономного округа;
22. может формировать государственные органы автономного округа и совещательные органы при Губернаторе автономного округа, действующие на основании положений, утверждённых Губернатором автономного округа или Правительством автономного округа;
23. имеет право назначать временно исполняющего обязанности (в связи с болезнью или отпуском) Губернатора автономного округа и (или) Председателя Правительства автономного округа;
24. осуществляет иные полномочия в соответствии с федеральными законами, настоящим Уставом и законами автономного округа.

## История
18 ноября 1991 года указом президента РФ Бориса Ельцина главой Администрации Ханты-Мансийского автономного округа назначен Александр Филипенко.
В 1993 году округ получает статус полноправного субъекта Российской Федерации. В 1995 году Филипенко назначается губернатором округа, а год спустя, 27 октября 1996 года, побеждает на губернаторских выборах, получив более 70 % голосов избирателей.
26 марта 2000 года повторно переизбран на пост губернатора Ханты-Мансийского автономного округа, получив в свою поддержку 90,82 % голосов избирателей.
24 февраля 2005 года Дума Ханты-Мансийского автономного округа — Югры утвердила А. Филипенко в должности губернатора на новый срок.
8 февраля 2010 года в связи с истечением срока полномочий А. Филипенко в качестве губернатора президентом РФ Д. Медведевым в Законодательное собрание Ханты-Мансийского автономного округа — Югры внесена кандидатура депутата Госдумы Н. Комаровой. Её соперниками в списке кандидатов были действующий губернатор Александр Филипенко, вице-губернатор Тюменской области Сергей Сарычев и депутат Госдумы Владимир Асеев. Депутаты Окружной думы единогласно проголосовали за наделение Н. Комаровой полномочиями губернатора; инаугурация состоялась 1 марта 2010 года.
В губернаторство Н. Комаровой на разных уровнях обсуждался вопрос об объединении Тюменской области, Ханты-Мансийского автономного округа — Югры и Ямало-Ненецкого автономного округа. Впрочем, федеральный центр отказался рассматривать предложения по укрупнению регионов без веских на то оснований и как минимум активно выраженного согласия подавляющего большинства населения территорий.
27 февраля 2015 года в связи с истечением срока полномочий, президент В. Путин назначил ее временно исполняющим обязанности губернатора. 13 сентября года избрана губернатором — за кандидатуру Н. Комаровой отдали голоса 28 из 35 депутатов Думы Ханты-Мансийского автономного округа — Югры. В тот же день состоялась инаугурация.
13 сентября 2020 года переизбрана губернатором на третий срок — за ее кандидатуру отдали голоса 29 из 38 депутатов регионального парламента.

## Список губернаторов
| № | Губернатор                  | Губернатор | Способ получения должности | Срок полномочий                                                 | Партийность                  |
| - | --------------------------- | ---------- | --- | --------------------------------------------------------------- | ---------------------------- |
| 1 | Александр Филипенко (1950–) |            | назначен указом президента РСФСР Бориса Ельцина от 18.12.1991 г., № 288 выборы 27 октября 1996 (71,49 %) выборы 26 марта 2000 (90,82 %) 24 февраля 2005 года наделён полномочиями Думой Ханты-Мансийского автономного округа — Югры по представлению президента РФ Владимира Путина                                     | 18 декабря 1991 — 1 марта 2010                                  | «Вся Россия» «Единая Россия» |
| 2 | Наталья Комарова (1955–)    |            | 15 февраля 2010 года наделена полномочиями Думой Ханты-Мансийского автономного округа — Югры по представлению президента РФ Дмитрия Медведева, 13 сентября 2015 года избрана депутатами Думы ХМАО — Югры, 13 сентября 2020 года переизбрана депутатами Думы ХМАО — Югры по представлению президента РФ Владимира Путина | 1 марта 2010 — 30 мая 2024 (врио 27 февраля — 13 сентября 2015) | «Единая Россия»              |
| 3 | Руслан Кухарук (1979–)      |            | назначен президентом РФ Владимиром Путиным исполняющим обязанности губернатора Ханты-Мансийского автономного округа — Югры после отставки Натальи Комаровой 30 мая 2024 года, 8 сентября 2024 года избран депутатами Думы ХМАО — Югры по представлению президента РФ Владимира Путина                                   | 8 сентября 2024 — н. в. (врио 30 мая — 8 сентября 2024)         | «Единая Россия»              |